# Dolichosuchus cristatus
Dolichosuchus cristatus es la única especie conocida del género dudoso extinto Dolichosuchus («cocodrilo largo») de dinosaurio terópodo celofísido, que vivió  a finales del periodo Triásico, hace aproximadamente entre 220 a 209 millones de años, en lo que es hoy Europa. El fósil, que consiste en un único hueso de la pierna, fue descubierto en Alemania en estratos del Triásico. Debido a que la descripción no es del todo clara y al escaso material fósil, el género es considerado nomen dubium.

## Descripción
Tanto von Huene como Rauhut y Hungerbühler describen una pronunciada cresta cnemial lateral en el extremo proximal de la tibia. Esta característica y una banda ósea lateral en la unión al peroné ubican a Dolichosuchus como un representante de Theropoda.
Si la asociación con Coelophysoidea es correcta, Dolichosuchus puede ser visto como un carnívoro bípedo . Carrano y Sampson al comparar el tamaño de Dolichosuchus con la de Gojirasaurus y Dilophosaurus están que le  correspondería a una longitud corporal de aproximadamente 5 a 6 metros.

## Descubrimiento e investigación
El género y la especie tipo fueron descritas en 1932 por primera vez por Friedrich von Huene. La única prueba fósil de Dolichosuchus es un fragmento de una tibia de 30 centímetros. Proviene de la parte  inferior o media de la formación de Lowenstein cerca de distrito Kaltental Stuttgart. Sobre la base de los restos de los restos de valvas  de Conchostraca, Kozur y Weems colocan entrecla primera arenisca del Noriense llamada Lacium y la segunda arenisca llamada Alaunium. Por lo tanto se le puede asignar una edad de hace alrededor de 209 a 220 millones de años.

### Etimología
El nombre del género se deriva del griego antiguo δολιχός, " dolichos", larg y latín suchus por el antiguo nombre griego Σοῦχος, "Souchos" nombre del dios cocodrilo egipcio Sobek. El nombre de la especie "D.  cristatus" proviene del latín po "peine de soporte" y se refiere a una cresta ósea como sitio de unión muscular en el extremo proximal de la tibia. El nombre de la especie puede traducirse aproximadamente como "peine largo que lleva cocodrilo" y es algo engañoso, ya que no es un cocodrilo. Las características indicadas en el nombre se relacionan solo con las características del hueso tibial y no hacen ninguna declaración sobre la apariencia del animal completo. El fósil original se encuentra en el Museo de Historia Natural  en Londres bajo el número de inventario BMNH 38058a.

## Clasificación
Huene lo colocó en Coelurosauria  en el grupo en desuso Hallopodidae, pero destacó que esta asociación tiene más un carácter provisional.
Rauhut y Hungerbühler observaron en 2000, como ya von Huene en 1934, es muy similar a la tibia de  Liliensternus liliensterni y Dilophosaurus wetherilli y colocan a Dolichosuchus dentro del grupo  Coelophysoidea. Sin embargo, los autores también señalan que el material fósil existente no es adecuado para la clasificación a nivel de género o incluso a nivel de especie. Consideran al taxón Dolichosuchus cristatus como nomen dubium. Tykoski y Roweel evalúan aún más detenidamente al  taxón 2004 como nomen dubium dentro de Ceratosauria.